# FLY HIGH/サソリ feat.電撃ネットワーク
「FLY HIGH/サソリ feat.電撃ネットワーク」（フライ ハイ/サソリ フィーチャリング でんげきネットワーク）は、日本のバンドTHE MAD CAPSULE MARKETSの16枚目のシングルである。2002年1月23日発売。発売元はビクターエンタテインメント。

## 概要
- アルバム「010」からのシングルカット。
- サソリ feat.電撃ネットワークは電撃ネットワークとの異色のコラボ作(こちらはアルバム未収録となっている)。
- CDエクストラ仕様。
- 初回盤は「メガホワイトクラッシャー」のキューブリック付き。また、通常版はオリジナルステッカー付き。

## 収録曲
1. FLY HIGH (3:52)
作詞：KYONO・TAKESHI UEDA、作曲：TAKESHI UEDA、編曲：THE MAD CAPSULE MARKETS
2. サソリ feat.電撃ネットワーク (3:47)
作詞：KYONO・電撃ネットワーク、作曲：TAKESHI UEDA、編曲：THE MAD CAPSULE MARKETS
3. MIGHTY CROWN MAD DANCEHALL REMIX "GAGA LIFE." feat. PAPA B (4:44)
作詞：KYONO、作曲：TAKESHI UEDA
4. NO FOOD, DRINK, OR SMOKING -KAWASAKI ELECTRO ACADEMY MIX- (7:53)
作詞・作曲：TAKESHI UEDA、編曲：THE MAD CAPSULE MARKETS

## 収録アルバム
1. FLY HIGH

- オリジナル『010』（2001年7月11日）
- ベスト『1997-2004』（2004年12月1日）